# Scaptodrosophila quadriradiata
Scaptodrosophila quadriradiata är en tvåvingeart som först beskrevs av Oswald Duda 1923.  Scaptodrosophila quadriradiata ingår i släktet Scaptodrosophila och familjen daggflugor. Inga underarter finns listade i Catalogue of Life.